# 実年行進曲
『実年行進曲』（じつねんこうしんきょく）は、1986年4月23日に発売されたハナ肇とクレージーキャッツ29枚目のシングル。

## 楽曲解説

### 実年行進曲
1985年11月に当時の厚生省が定めた、50代・60代の年齢層を指す言葉「実年」をモチーフに作られた作品。
1986年はクレージーキャッツ結成30周年ということもあり、『五万節』のリメイク、サントリービールCM出演などの企画が持ち上がった（後に実際に出演した際、本曲が用いられた）が、この企画の一環として本曲のリリースが上がった。作曲の大瀧詠一は、「30周年記念というような時は、全く過去に関係なく新しいことはできない。」「青島さんを抜いてはプロジェクトが全く始まらない。」と考え、青島幸男に作詞を依頼した。
メロディーは、ヒット以前に「記念」としての歴史的な作品と思い、かつてのヒット曲の間奏を繋げてメドレーにし、これを本曲の間奏とすることにした。歌唱は、ハナ肇、谷啓、植木等のボーカルとメンバーのコーラスという、『ホンダラ行進曲』『大冒険』のスタイルで行くこととなった。
曲には「ぶちゃむくれバージョン」が存在、2番と3番の谷啓パートの歌詞が一部異なり、コーダ部分は、オリジナルが「ファンファーレ」→「クレージー全員による『バンザーイ!!』」なのに対し、「ぶちゃむくれ」はファンファーレが無く、いきなりクレージーの万歳三唱、そしてラストに、1970年発売の『全国縦断・追っかけのブルース』から流用したハナの怒鳴り声「うるせーな!! 今何時だと思ってんだ、このー!」が入った。
演奏はヤング大滝と実年マーチングバンド（AOT）名義となっている。

### 新五万節
演奏は大瀧詠一とナイアガラ三千年オーケストラ名義となっている。

## アートワーク
ディスクジャケットは「スーダラ節/こりゃシャクだった」を再現しており、レコードは1958年頃に開発されたエバークリーン・レコードに似せた色目のカラーレコードを使用している。ペーパースリーブは本作専用となっており、当時の東芝EMIの黄緑色を基調としたおものではない。なお、当時の東芝EMIの他作品ではディスクジャケットの左下に印字されていたバーコードも本作には印字されていない。

## その他
レコード売上は発売1か月弱で5万枚に達した。

## 収録曲
作詞：青島幸男
SIDE A
1. 実年行進曲
  - 作曲：大瀧詠一
  - 編曲：萩原哲晶・大瀧詠一

SIDE B
1. 新五万節
  - 作曲・編曲：萩原哲晶
  - 編曲：大瀧詠一